# 2차 시장
2차 시장, 세컨더리 마켓(secondary market)은 이전에 발행된 주식, 채권, 옵션, 선물 등 금융상품이 매매되는 금융시장이다. 애프터마켓(aftermarket)으로도 불린다. 발행자가 구매자에게 유가증권을 최초로 판매하고 구매자가 발행자에게 수익을 지급하는 시장은 발행시장이다. 유가증권의 최초 판매 이후의 모든 판매는 2차 시장에서의 판매이다. 발행시장이 유가증권의 신규 발행 시장을 의미하며, "[유가증권] 판매 수익이 판매된 유가증권의 발행자에게 돌아간다면 시장은 발행시장이다"라고 정의되는 반면, 2차 시장은 그 유가증권의 이후 거래에 의해 형성되는 시장이다.
증권 또는 금융상품의 발행(발행시장)에서는 종종 기업공개 (IPO) 또는 사모로 주식을 발행하는 코퍼레이션과 같은 발행자로부터 인수자가 직접 해당 증권을 매입한다. 그런 다음 인수자가 해당 증권을 다른 구매자에게 재판매하는데, 이를 2차 시장 또는 애프터마켓이라고 부른다(또는 구매자가 정부 발행 국채의 경우 연방 정부로부터 직접 구매할 수도 있다).

## 2차 시장의 형태

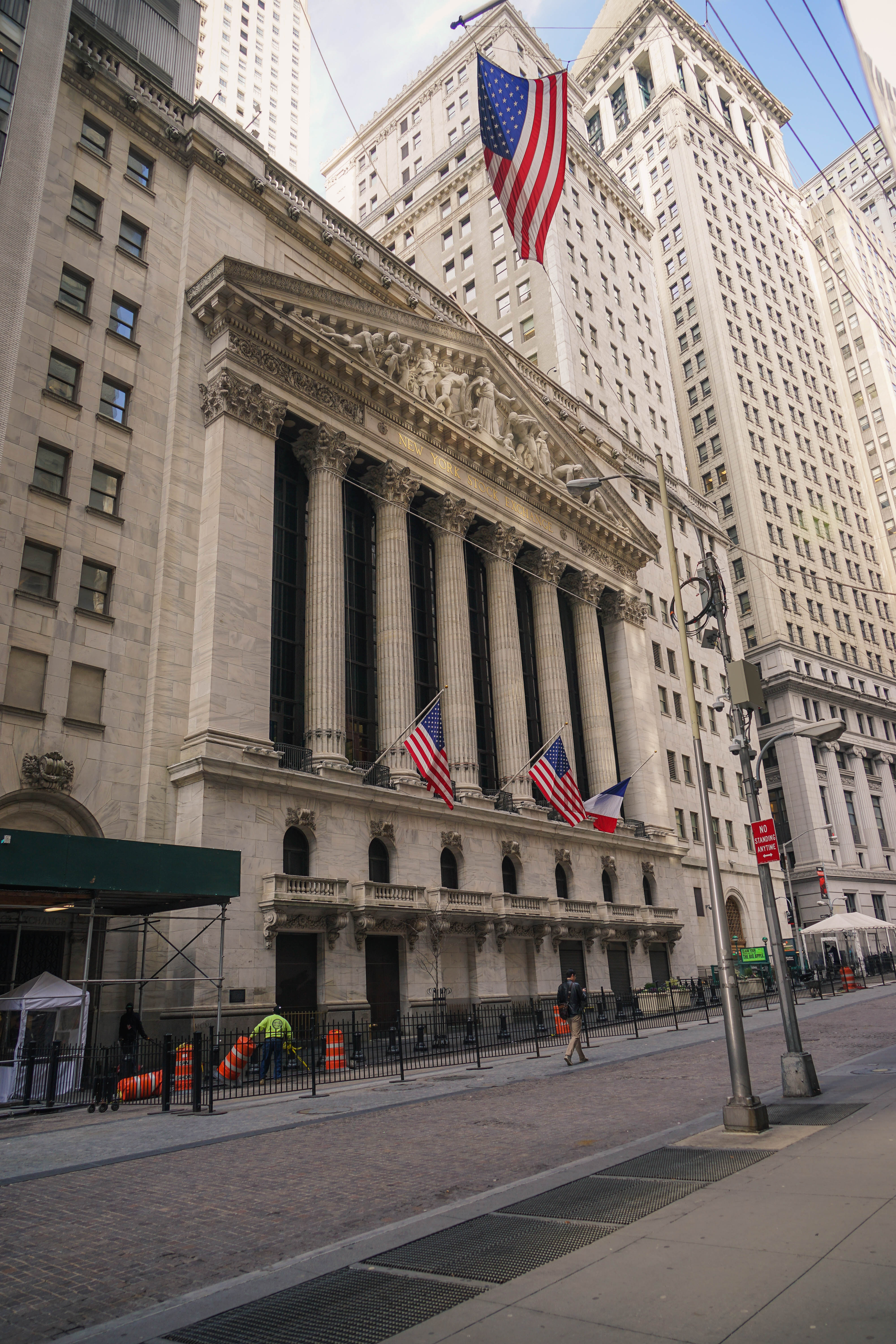
뉴욕 증권거래소

2차 시장은 주식부터 대출, 분산형부터 중앙 집중형, 비유동성부터 매우 유동성까지 다양한 자산에 대해 존재할 수 있다.
주요 증권거래소는 유동적인 2차 시장의 가장 눈에 띄는 예시이다. 이 경우 상장 기업의 주식에 해당한다. 뉴욕 증권거래소, 런던 증권거래소, 나스닥 증권시장과 같은 거래소는 해당 거래소에서 거래되는 주식을 매매하려는 투자가에게 중앙 집중화된 유동적인 2차 시장을 제공한다. 대부분의 채권과 구조화 금융상품은 "장외거래"로 거래되거나, 자신의 증권 중개인의 채권 데스크에 전화하여 거래된다. 대출은 때때로 온라인 대출 거래소를 이용하여 거래된다.
"2차 시장"의 또 다른 용례는 모기지 은행이 패니 메이 및 프레디 맥과 같은 투자가에게 판매하는 대출을 지칭하는 것이다. "2차 시장"이라는 용어는 또한 중고품 또는 자산의 시장, 또는 기존 제품이나 자산의 대체 용도를 지칭하는 데 사용되기도 한다. 이 경우 고객층이 두 번째 시장이 된다(예를 들어, 옥수수는 전통적으로 주로 식량 생산과 사료로 사용되었지만, 에탄올 생산을 위한 "두 번째" 또는 "세 번째" 시장이 형성되었다).

## 기능

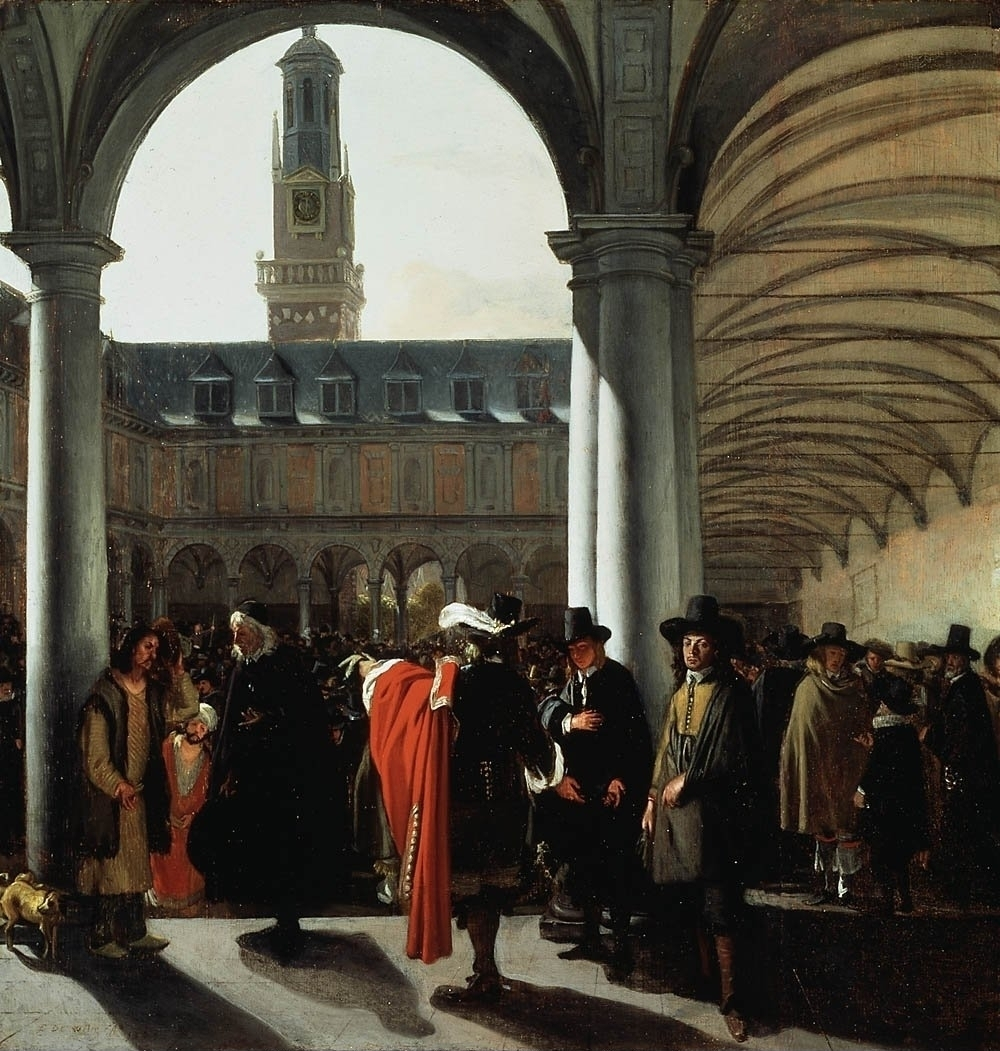
에마뉘엘 드 비테의 암스테르담 증권거래소 마당(네덜란드어: Beurs van Hendrick de Keyser), 1653년.

2차 시장에서는 유가증권이 한 구매자로부터 다른 구매자에게 판매되고 이전된다. 따라서 2차 시장이 유동성이 매우 높다는 것이 중요하다. 원래 이러한 유동성을 창출하는 유일한 방법은 투자가와 투기꾼들이 정기적으로 정해진 장소에서 만나는 것이었고, 이것이 증권거래소의 기원이다(증권거래소의 역사 참조). 일반적으로 특정 시장에 참여하는 투자가 수가 많을수록, 그리고 그 시장의 중앙 집중화 정도가 높을수록 시장은 더 유동적이다.
정확한 주가는 새로운 발행시장 공모를 통해 신규 프로젝트에 자금을 조달할 때 희소 자본을 더 효율적으로 배분하지만, 2차 시장에서도 가격 정확성이 중요할 수 있는데, 이는 다음과 같다. 1) 가격 정확성은 경영의 대리인 비용을 줄이고, 적대적 인수 합병을 덜 위험한 제안으로 만들어 금융 자본을 더 나은 경영자의 손에 쥐게 할 수 있다. 2) 정확한 주가는 채권 발행이나 기관 대출 등 부채 금융의 효율적인 배분을 돕는다.

## 관련 용례
이 용어는 유가증권 외의 가치 있는 것들의 시장을 지칭할 수 있다. 예를 들어, 특허와 같은 지식 재산권 또는 음악 작곡 권리를 사고파는 능력은 정부가 발행한 재산권을 소유자가 자유롭게 재판매할 수 있도록 허용하기 때문에 2차 시장으로 간주된다. 유사하게, 일부 부동산 맥락에서도 2차 시장이 존재한다고 볼 수 있다(예: 타임셰어 휴가 주택의 소유권 지분은 타임셰어 발행자가 설정한 공식 거래소 외부에서 사고팔린다). 이는 투기를 허용하고, 유동성을 제공하며, 유동화를 통해 자금을 조달하는 면에서 2차 주식 및 채권 시장과 매우 유사한 기능을 한다. 또한 장기 상품의 유동성과 시장성을 촉진한다. 환경 변화로 인한 유가증권의 즉각적인 가치 평가도 제공한다.

## 사설 2차 시장
프라이빗에쿼티 2차 시장은 기존 프라이빗에쿼티 펀드에 대한 투자가 약정을 사고파는 것을 의미한다. 프라이빗에쿼티 투자를 판매하는 판매자는 펀드에 대한 투자뿐만 아니라 펀드에 대한 미지급 약정 잔액도 판매한다.
2002년 사베인스 옥슬리법에 따라 미국 상장 기업 이사회 및 경영진, 그리고 회계법인에 대한 규제 및 보고 의무가 증가하면서 세컨드마켓(SecondMarket) 및 세컨더리링크(SecondaryLink)와 같은 사설 2차 시장이 나타나기 시작했다. 이러한 시장은 일반적으로 기관 투자가 또는 공인 투자가에게만 개방되며, 미등록 및 비상장 기업 증권의 거래를 허용한다.

## 같이 보기
- 그레이마켓
- 발행시장
- OEM
- 리셀러